# Yuʿfirides
847–997
Entités précédentes :
- Califat abbasside

Entités suivantes :
- Dynastie ziyadide

Les Yuʿfirides (arabe : بنو يعفر) étaient une dynastie islamique himyarite qui exerça son pouvoir dans les hautes terres du Yémen de 847 à 997. Le nom de cette famille est souvent incorrectement rendu sous la forme « Yafurides ». Ils reconnaissaient nominalement la suzeraineté des califes abbassides. Leurs centres étaient San'a et Shibam Kawkaban. Les Yuʿfirides suivaient l’islam sunnite.

## Accession au pouvoir de la dynastie
Les Yuʿfirides de Shibam Kawkaban commencèrent à étendre leur base de pouvoir dans les hautes terres yéménites alors que le contrôle direct des Abbassides sur le Yémen déclinait. Ils descendent de la tribu D̲h̲ū Ḥiwāl, une tribu originaire de Shibam Kawkaban (dans l'actuelle gouvernorat d'Al Mahwit, au nord-ouest de Sanaa). Leur première attaque contre San'a en 841 échoua lamentablement, et le gouverneur abbasside reçut des renforts en provenance d'Irak. Néanmoins, les Yuʿfirides réussirent à repousser les contre-attaques dirigées contre leur bastion à Shibam. En 847, ils conquirent la région entre Sa'dah et Ta'izz. San'a tomba entre leurs mains lorsque le gouverneur Himyar ibn al-Harith (en) s'enfuit du Yémen, et devint pendant un certain temps le siège de la nouvelle dynastie.

## Conflits internes et éclipses temporaires
Après un règne stable de 25 ans, le fondateur de la dynastie, Yu'fir bin ʿAbd ar-Raḥmān al-Ḥiwālī al-Ḥimyārī, confie les affaires de l'État à son fils Muhammad en 872. Muhammad préfère utiliser Shibam comme capitale de son royaume, plutôt que San'a. En 873, il reçoit un diplôme de confirmation du calife abbasside. Muhammad règne sur San'a, Janad et le Hadramaout, tout en rendant un hommage formel à la dynastie ziyadide dans la plaine côtière du Tihama. Une inondation qui submerge San'a en 876 motive Muhammad à entreprendre le pèlerinage à La Mecque et à consacrer désormais son temps à la religion. Il confie alors les rênes du gouvernement à son fils Ibrahim, qui assassine son père et son oncle dans la mosquée de Shibam en 892 (ou 882) pour s'assurer qu'ils ne revendiqueraient plus le pouvoir. L'instigateur des meurtres n'est autre que son propre grand-père, l'ancien souverain Yu'fir. Cependant, une série de révoltes conduit à l'expulsion des Yuʿfirides de San'a. Un gouverneur abbasside prend le contrôle de la ville pendant un certain temps, mais après 895, la situation devient de plus en plus chaotique[réf. nécessaire].

## Luttes pour Sanaa
Au début du Xe siècle, des luttes éclatent entre les partisans de la branche zaïdite de l'islam et d'autres entités politiques des hautes terres du Yémen. Le premier imam zaïdite, al-Hadi ila'l-Haqq Yahya, prend temporairement le contrôle de San'a en 901, mais est ensuite contraint de quitter la ville. À la même période, Ibn Haushab et Ali bin al-Fadl al-Jayshani propagent la doctrine des Fatimides parmi les tribus des hautes terres et gagnent un grand nombre de partisans. Ces deux chefs sont généralement appelés « Qarmates », bien qu'ils aient en réalité été nommés da'is (prêcheurs) par le souverain fatimide. Ils parviennent à conquérir San'a en 905 et à limiter le royaume des Yuʿfirides à Shibam Kawkaban. Le souverain yuʿfiride Abū Ḥassān Asʿad bin Ibrāhīm est souvent contraint de se replier dans la région de Al Jawf, plus au nord. Durant cette période, San'a change fréquemment de mains ; de 901 à 913, la ville aurait été conquise 20 fois, abandonnée par négociation trois fois, et assiégée sans succès cinq fois. Finalement, la dynastie réussit à vaincre les partisans des Fatimides et à reprendre San'a en 916.

## Crépuscule de la dynastie
Abū Ḥassān Asʿad mourut en 944 et fut, comme il s’avéra, le dernier grand dirigeant yuʿfiride. Au milieu du Xe siècle, le déclin de la dynastie s'amorça, car les membres de la famille se livraient à des querelles internes. L’imam zaïdite Al-Mukhtar al-Qasim (en) parvint à s’emparer de San'a en 956, mais fut assassiné la même année par un chef de la tribu Hamdam (en) nommé Ibn al-Dahhak, qui domina la scène politique jusqu'en 963 et reconnut l'autorité des Ziyadides de Zabid. Par la suite, un chef de Khawlan (en), appelé al-Asmar Yusuf, installa le prince Abdallah bin Qahtan sur le trône. Abdallah eut un règne long et turbulent, et attaqua avec succès les Ziyadides en 989, assiégeant et pillant Zabid. Il cessa alors de mentionner les Abbassides dans la khutba et se rallia au calife fatimide d'Égypte. Abdallah mourut en 997 et fut remplacé par son fils Asʿad (II). Cependant, l’autorité des Yuʿfirides à San'a avait disparu, et ils n’avaient plus aucune importance. Le clan est mentionné de temps à autre dans les chroniques jusqu’en 1280 environ.

## Liste des dirigeants
- Yu'fir bin Abd ar-Rahman (847–872)
- Muhammad bin Yu'fir (872-892 ou 872–882), fils
- Abd al-Qahir bin Ahmad bin Yu'fir (892), nephew
- Ibrahim bin Muhammad (892-898 ou 882–886), fils de Muhammad bin Yu'fir
- Règnes des Qarmates à Sanaa (905-916)
- As'ad bin Ibrahim (c. 898-944), fils de Ibrahim bin Muhammad
- Muhammad bin Ibrahim (944–956), frère
- Abdallah bin Qahtan (963–997), petit-fils

## Sources
- G. Rex Smith, Jemen. 3000 Jahre Kunst und Kultur des glücklichen Arabien [« Yemen. 3000 Years of Art and Civilisation in Arabia Felix »], Innsbruck and Frankfurt a.M., Pinguin, 1987, 136–154 p. (ISBN 3-7016-2251-5), « Politische Geschichte des islamischen Jemen bis zur ersten türkischen Invasion (1 bis 945 Hidschra = 633 bis 1538 n. Chr.) »